# Рафиково (Хайбуллинский район)
Рафи́ково (баш. Рафиҡ) — деревня в Хайбуллинском районе Башкортостана, входит в Уфимский сельсовет.

## Население
| 2002 | 2010 |
| ---- | ---- |
| 170  | ↗180 |

Национальный состав
Согласно переписи 2002 года, преобладающая национальность — башкиры (100 %).

## Известные уроженцы, жители
- Ахметгали Мухаметгалиевич Галиев (19 марта 1950 года в деревне Рафиково Хайбуллинского района Башкирской АССР, РСФСР, СССР) — российский политический деятель, депутат Государственной Думы ФС РФ первого созыва.

## Географическое положение
Расстояние до:
- районного центра (Акъяр): 53 км,
- центра сельсовета (Уфимский): 5 км,
- ближайшей ж/д станции (Сибай): 84 км.

Находится на левом берегу реки Таналык.